# Revillon Frères
Pour les articles homonymes, voir Révillon (homonymie).
Revillon Frères, fondée en 1839 et dont l'origine remonte à 1723, est la principale entreprise française et l'un des plus gros négociants mondiaux en fourrures jusqu'en 1936.
Société de dimension internationale dès 1869, elle ouvrit tout au long du XIXe siècle des postes de traite de fourrures en Asie, en Alaska ou au Canada.
Se développant ensuite dans les produits de luxe et faisant entrer la fourrure dans la haute couture, elle est rachetée en 1982 par le groupe belge Cora, et devient la marque Revillon Luxe. Aujourd'hui éclatée en différentes sociétés indépendantes, la marque Revillon se décline dans la fourrure de haute couture et en tant que parfumeur et produits cosmétiques.

## Histoire

### Origines

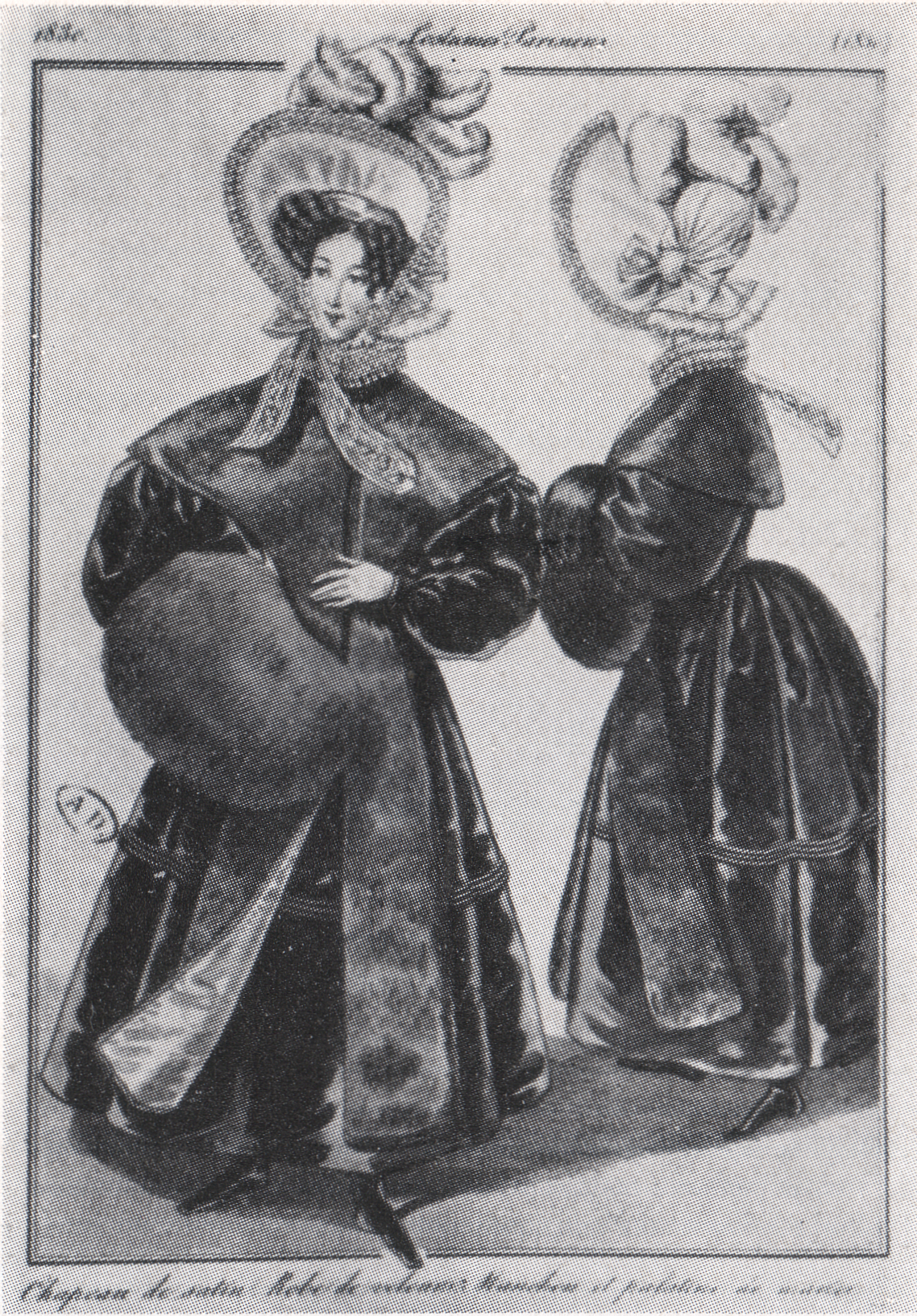
La mode parisienne dans les années 1830, modèles inspirant Revillon Frères à leurs débuts.

Les origines de l'entreprise remontent à 1723 quand la maison Givelet ouvre, à Paris, une boutique de fourrures et pelleteries. Louis-Victor Révillon (1806-1873) s'en porte acquéreur en 1839. Le père de Louis-Victor, surnommé « Mille-Louis d'Apreval » (1777-1843), exploitait le domaine du Piple à Boissy-Saint-Léger. Louis-Victor associe bientôt ses frères et ses fils Théodore, Anatole, Albert et Léon au commerce de la fourrure. La première adresse connut des établissements Revillon Frères est au 42 rue de Rivoli et devient, au début du Second Empire, le principal marchand français de fourrures. En 1867, elle reçoit la médaille d'or lors de l'Exposition universelle de Paris.

### Expansion internationale

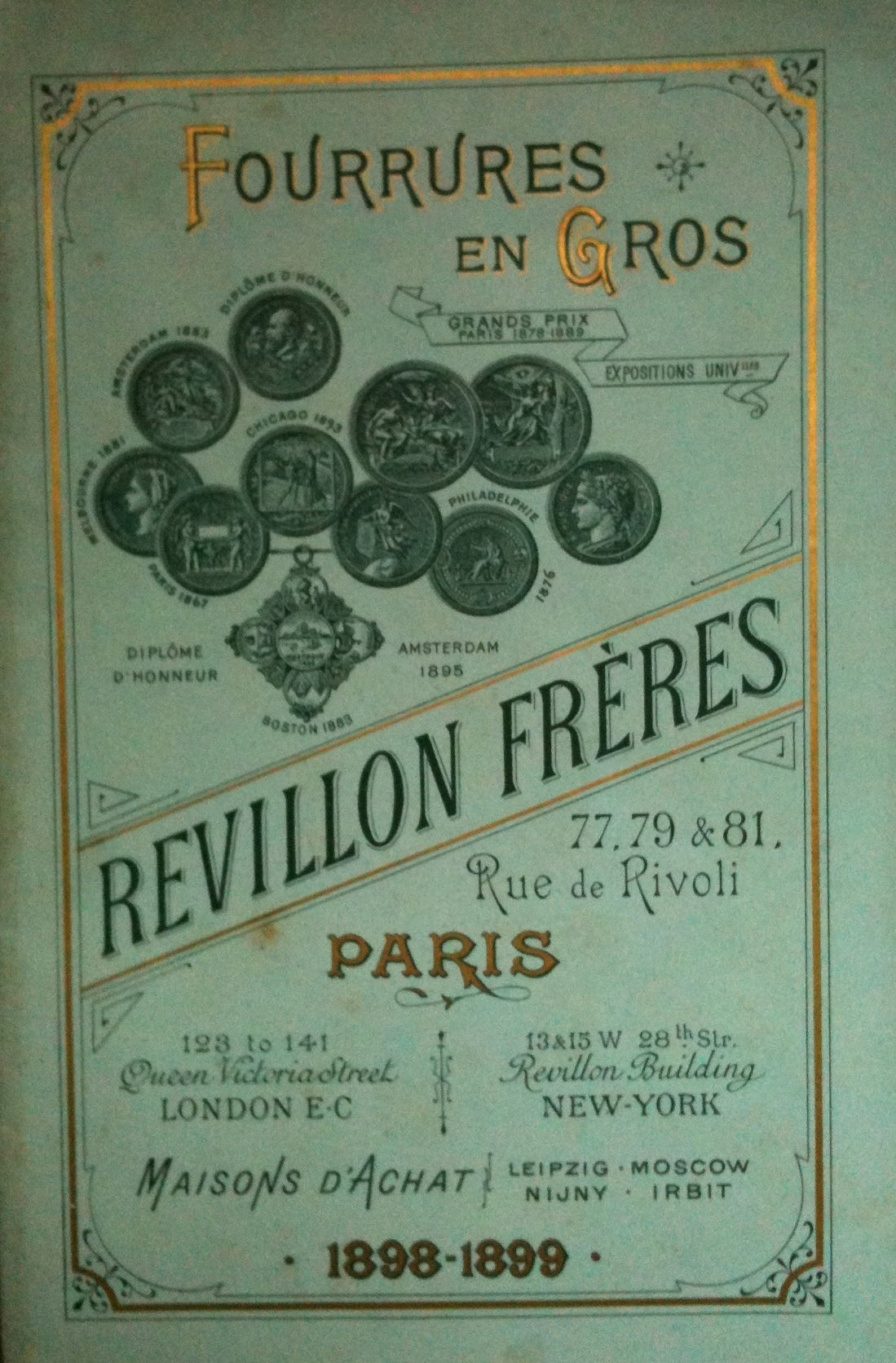
Fourrures en gros Revillon Frères 1898-1899 (couverture du catalogue).

En 1869, la direction du développement passe à Jean-Léon-Victor Revillon (1843-1929), l'un des fils de Louis-Victor, qui donne alors une impulsion internationale. La société ouvre une succursale à Londres en 1871 où les ventes en produits importés totaliseront plus de 50 millions de francs en deux décennies ; une boutique de prestige ouvre ensuite sur Regent Street. En 1876, Léon ouvre un bureau d'achat à Leipzig, qui était à cette époque la plaque tournante du négoce européen. En 1880, une filiale ouvre ses portes à New York et prospère, parvenant, malgré le Tariff Act (1890), à s'implanter sur le territoire américain en prenant le nom de « Revillon Frères Trading Company ». En 1889, la maison Revillon Frères reçoit le grand prix lors de l'Exposition universelle de Paris. Fait chevalier de la Légion d'honneur en 1892, Léon Revillon est alors vice-président de la Chambre syndicale de la confection et de la couture et de la Chambre syndicale des fourreurs. D'autres bureaux ouvrent : à Montréal, puis à Moscou (1905).
En 1900, Revillon frères présente sa collection de vêtements en fourrure lors de l'Exposition universelle à Paris. Revillon Frères est devenue une société anonyme au capital de 30 millions de francs. Le siège parisien est situé aux numéros 77, 79 et 81 rue de Rivoli. Elle compte 3 000 employés en ses usines parisiennes sises au 74 rue de la Fédération.
En 1908-1909, Revillon Frères ouvre des postes de traite de fourrures en Sibérie, Mongolie et dans le Turkestan. Victor (1870-1950), le cousin de Léon, prend la vice-présidence du conseil d'administration en 1910 à la suite de l'Exposition universelle de Bruxelles où le pavillon Revillon Frères fait sensation, et c'est à son initiative que Revillon s'implante au Canada et en Russie.
Entre 1914 et 1922, les conséquences de la Première Guerre mondiale (fermeture du marché allemand) et de la Révolution russe obligent Revillon Frères à réviser leur stratégie concernant l'Est.

### À la conquête du nord du Canada

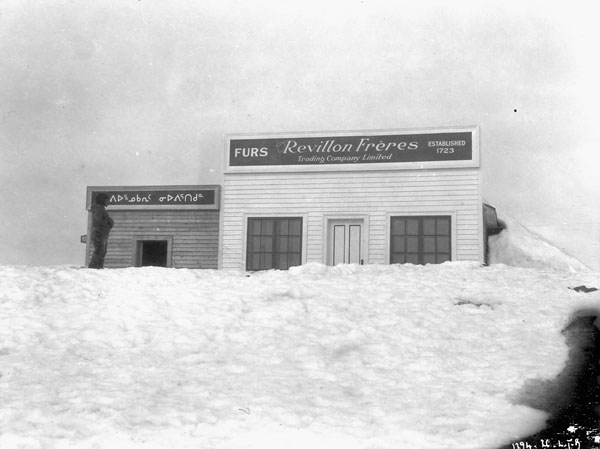
Poste de traite de fourrures de Révillon Frères à Naujaat au Canada.

Victor Revillon arrive au Canada, en 1893, et ouvre des postes de traite pour les fourrures. L'objectif est de s'approvisionner en fourrures directement chez les trappeurs, plutôt qu'auprès des grands marchés de la fourrure européenne. Dès 1901, la compagnie implante des dizaines de comptoirs de traite des fourrures, et concurrence directement la Compagnie de la Baie d'Hudson. Révillon Frères obtient d'ailleurs un accueil favorable du gouvernement canadien, qui lui offre une quasi carte blanche pour ses activités commerciales au pays.

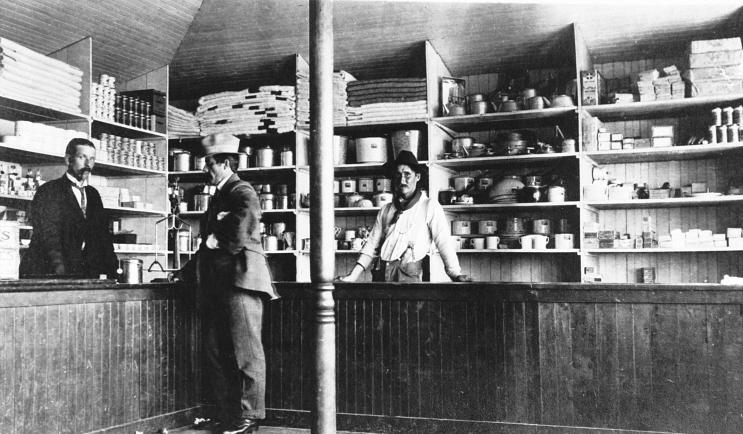
Poste de traite de Fort George (Chisasibi), 1910.

En 1922, la société finance la réalisation du film Nanouk l'Esquimau près d'un de leurs postes de traite nommé alors Port Harrison. En 1923, la compagnie possède 47 établissements au Canada. Si elle connaît une croissance rapide au début du siècle, la Première Guerre mondiale, la concurrence féroce avec la Compagnie de la Baie d'Hudson, ainsi que la chute des prix de la fourrure affectent l'entreprise. En 1926, Révillon Frère cède 51% de ses parts à sa rivale. En 1936, l'entreprise française est finalement absorbée en totalité par la Compagnie de la Baie d'Hudson, sa rivale.
Plusieurs villages inuits récents, dans la région du Nunavik dans le Nord-du-Québec furent installés dans les anciens sites de postes de traite de Révillon frères. La petite ville de Moosonee, en Ontario, entre autres, fut fondée par la compagnie Révillon frères comme poste de traite de fourrures. Aujourd'hui, la communauté conserve le souvenir de l'entreprise parisienne avec un musée consacré à cette société.
Le Musée McCord conserve les photos de Samuel Herbert Coward (1880-1972) qui a dirigé les activités de Revillon Frères au Canada de 1904 à 1931.

### Leader mondial de l'industrie

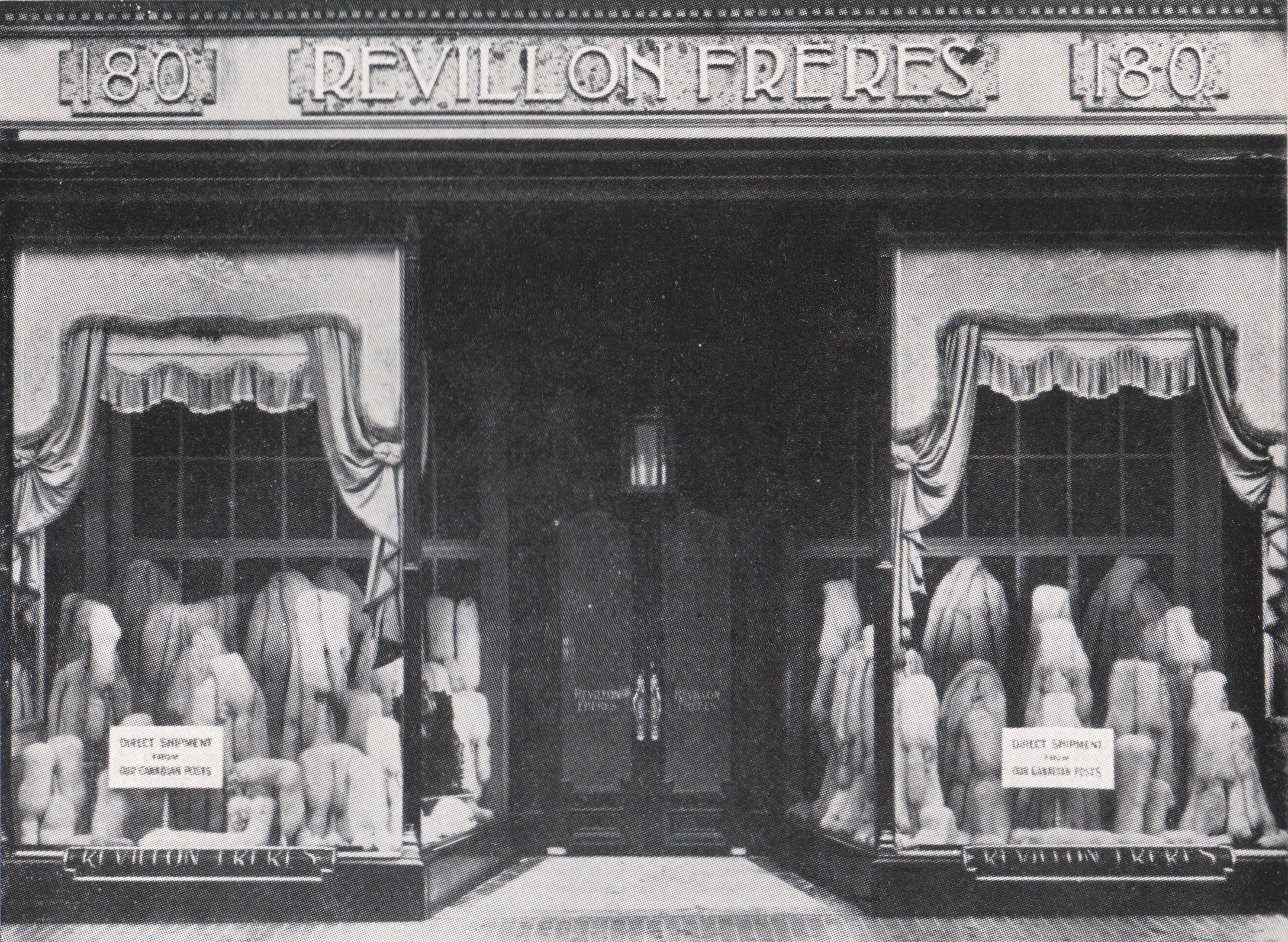
Vitrine de la boutique londonienne au 180 Regent Street (1910).

La famille Revillon s'était rapprochée depuis longtemps de la Banque Mallet. L'un des fils de cette haute banque suisse, Thierry Mallet (1884-1969), entre en 1908 dans la société aux côtés de Victor Revillon et part à la conquête des territoires du Grand-Nord et devient le directeur de la filiale américaine. En termes de communication, Mallet innove en proposant en 1922 de cofinancer un film documentaire, Nanouk l'Esquimau. Il publie entre 1923 et 1930 une série de récits sur ses expéditions, dont Glimpses of the Barren Lands publié en anglais par Revillon New York pour ses clients (traduit en français sous le titre Kakoot : récits du pays des caribous), résultat de nombreuses années d'observations sur le terrain.
En 1928, la maison de haute fourrure Revillon Frères est à l'apogée de sa puissance, sa chaîne de 125 postes de traite de fourrures comprend 15 adresses de distribution :
- une à Paris ;
- deux à Londres ;
- une à New York (sur la Cinquième Avenue) ;
- une à Chicago ;
- une à Moscou ;
- une à Montréal (sur McGill) ;
- une à Edmonton (Alberta) ;
- une à Boukhara ;
- une à Krasnoiarsk ;
- une à Barcelone ;
- une à Madrid ;
- une à Milan ;
- une à Vienne ;
- une à Tokyo.

Revillon possède et arme également des dizaines de navires pour faciliter le transport des fourrures. La crise de 1929 et la dépression qui s'ensuivit frappa durement Revillon Frères. En 1939, Thierry Mallet quitte ses fonctions.

### Spécialisation dans le parfum et rachat
Après avoir développé une ligne de parfums, Revillon se porte acquéreur en 1963 des Parfums Millot ; la marque est mise en sommeil en 1970 mais certains jus rentrent au catalogue.
Dans les années 1960, Revillon rachète la maison Grauer Furs, une célèbre marque de distribution de fourrures très implantée à New York. Conséquemment, en 1970, Revillon devient le fournisseur attitré de Saks Fifth Avenue (l'accord prit fin en 1995).
En 1982, Revillon, qui est encore à cette époque leader du marché de la fourrure, en particulier aux États-Unis, est rachetée par le groupe belge Cora et recouvre ainsi tout le secteur haut de gamme et luxe de l'enseigne sous le nom de Cora-Revillon. Philippe Bouriez place Jean-Claude Cathalan, l'époux de Hiroko Matsumoto, à la tête de la filiale baptisée Revillon Luxe. Cathalan fait racheter Karl Lagerfeld, les Parfums Caron et les produits de soins Ingrid Millet. La holding Cora-Revillon comprend aussi la banque Revillon transformée en filiale spécialisée dans le crédit à la consommation. Cathalan quitte ses fonctions en 1992 et est remplacé par Michel Chevalier. En 1997, Cora-Revillon revend les Parfums Caron à L.T. Piver et commence en 1999 à se désengager du secteur luxe. Revillon, qui ne pèse plus que 11,5 millions d'euros, est rachetée par une holding helvétique basé à Genève, Fibalko SA, dirigée par Milicevic Dusanka avec l'aide d'Apax Partners.

## La marque Revillon aujourd'hui
Les années 2000 voient arriver de jeunes directeur artistiques aux côtés de la marque : l'Américain Rick Owens en 2003, et le Norvégien Peter Dundas en 2008.
En 2006, la société Yves Salomon, spécialiste de la fourrure depuis 1922, rachète à Fibalko la branche fourrure et prêt-à-porter de Revillon. De son côté, la SAS Revillon se consacre « désormais uniquement au développement de ses lignes de parfums, cosmétiques, maquillage, lunettes ».
En 2012, Revillon ouvre au 40 avenue Montaigne une boutique de prestige, à la suite de la nomination par Yves Salomon du nouveau directeur artistique de la marque, le Londonien Andrew Heather. Le parfum Detchema a été réédité par IFF à cette occasion.

### Quelques parfums Revillon
- 1935 : Égoïste
- 1935 : Latitude 50
- 1935 : Tornade / Amou-Daria
- 1937 : Carnet de Bal, créé par Maurice Shaller
- 1947 : Bibelot
- 1948 : Cantilène
- 1948 : Anouchka
- 1953 : Detchema (réédité en 2012)
- 1984 : French Line

## Galerie
Lors de l'Exposition universelle de 1900 furent présentés un certain nombre de modèles en fourrure.

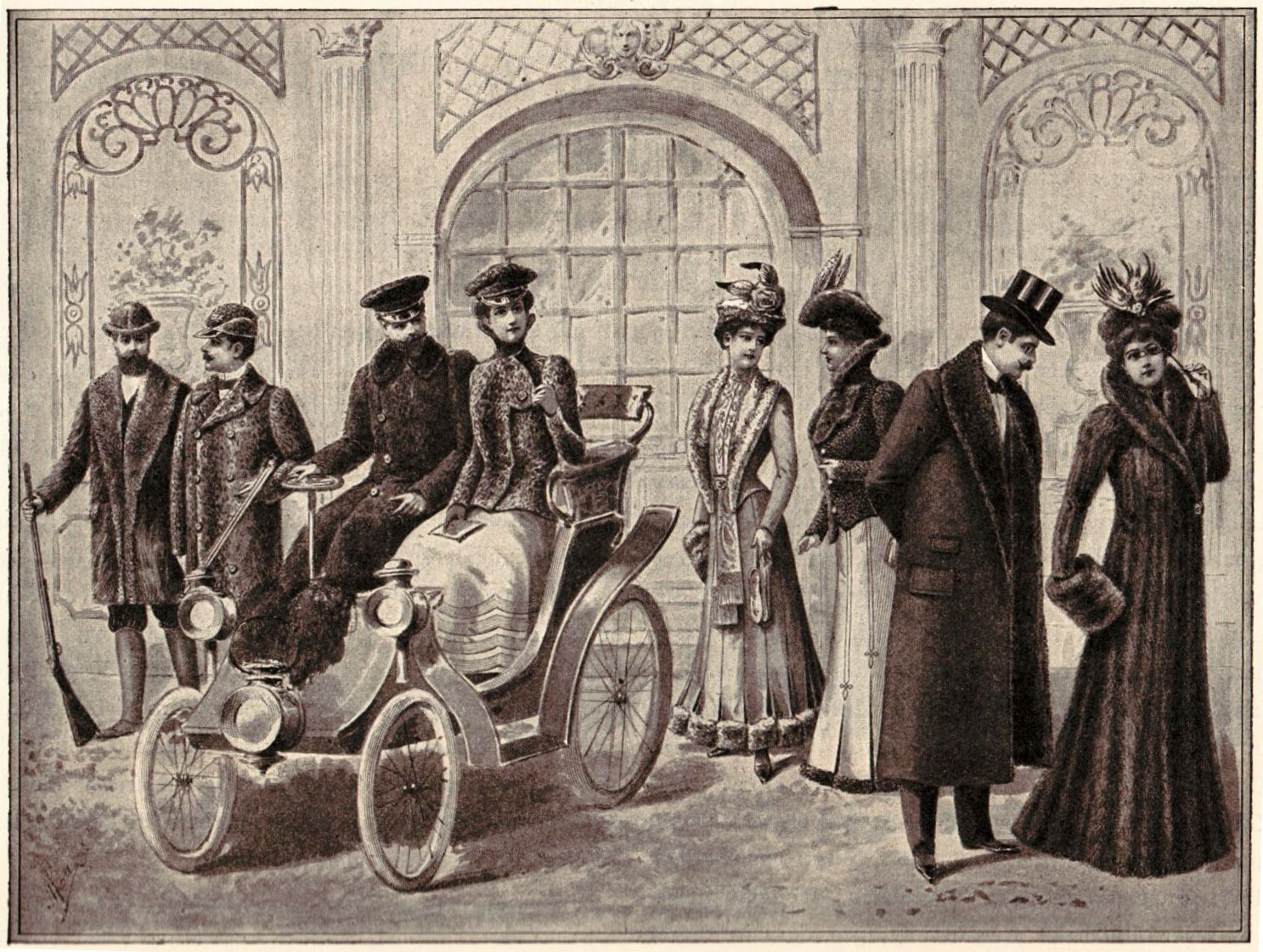
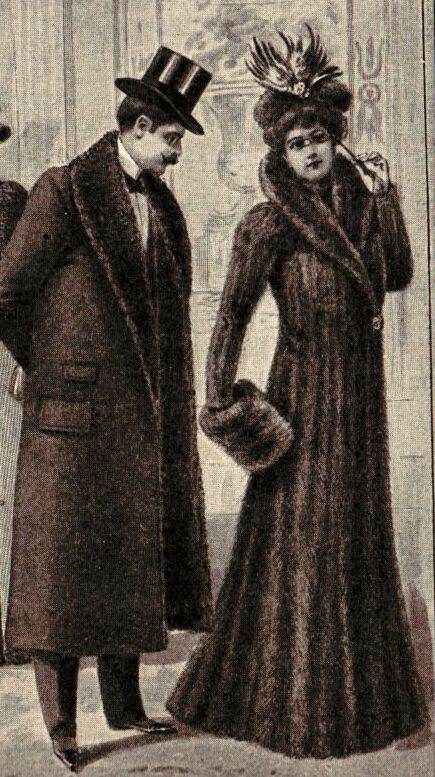
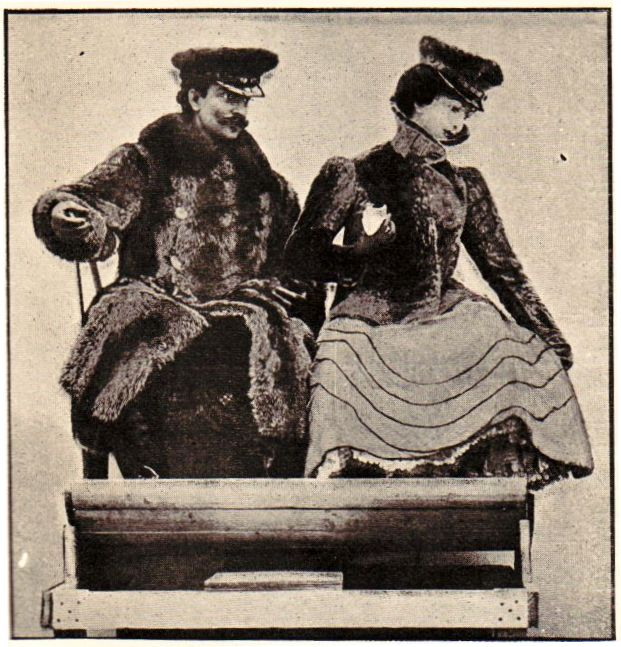
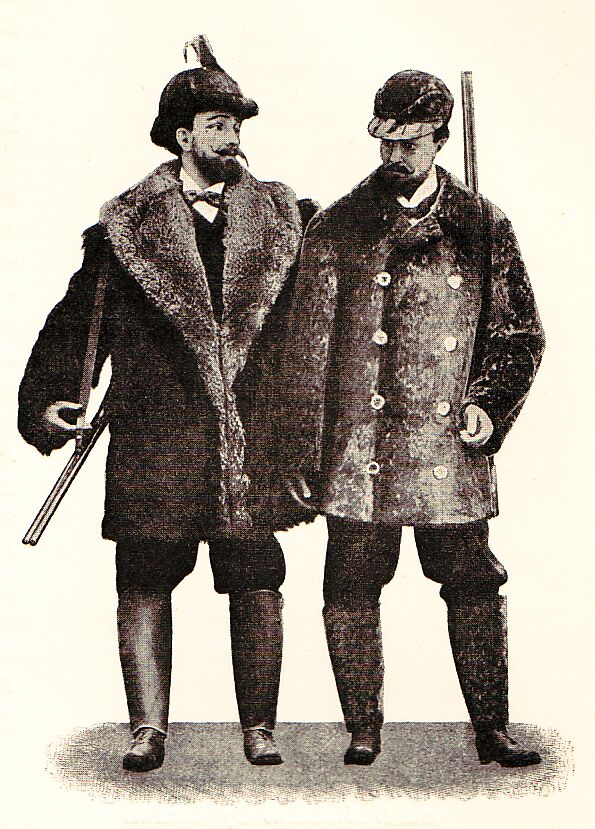

## Personnalités associées
- Thierry Mallet, président et administrateur de Révillon Frères à New York
- Robert Flaherty, cinéaste américain
- Joseph Grasset, chef de poste au Canada
- Victor Colvez né en 1864 et décédé le 20 janvier 1932 à Minneapolis, pionnier français vers "l'Etoile du Nord" du Minnesota, commerçant de fourrures[14] pour l'entreprise Revillon Frères[15].
- Philippe Bouriez (1933 - 2014), président d'honneur du groupe Louis Delhaize et fondateur des enseignes Cora.

### Presse
- Delphine Roche, « Style - Dans la peau », Numéro, no 139,‎ décembre 2012, p. 94 (ISSN 1292-6213)

### Filmographie
- 1922 : Nanouk l'Esquimau, de Robert Flaherty[16].
- 1999 : Traces d'une histoire oubliée, documentaire de Lara Fitzgerald, ONF[17].